# مويسيس سان نيكولاس
مويسيس سان نيكولاس (17 سبتمبر 1993 بأندورا لا فيلا في أندورا - ) هو لاعب كرة قدم أندوري في مركز الدفاع. شارك مع منتخب أندورا تحت 19 سنة لكرة القدم ومنتخب أندورا تحت 21 سنة لكرة القدم ومنتخب أندورا لكرة القدم. أما مع النوادي، فقد لعب مع نادي لوسيتانوس ونادي أندورا لكرة القدم وFC Ordino ‏.

## وصلات خارجية
- مويسيس سان نيكولاس على موقع الاتحاد الدولي (مؤرشف)  (الإنجليزية)
- مويسيس سان نيكولاس على موقع الاتحاد الأوربي (الإنجليزية)
- مويسيس سان نيكولاس على موقع قاعدة بيانات كرة القدم.إي يو (الإنجليزية)
- مويسيس سان نيكولاس على موقع ناشيونال فوتبول تيمز (الإنجليزية)
- مويسيس سان نيكولاس على موقع Soccerway.com (الإنجليزية)
- مويسيس سان نيكولاس على موقع عالم كرة القدم.نت (الإنجليزية)